# Stefano d'Agnone
Stefano d'Agnone (prima metà XIII secolo – seconda metà XIII secolo) è stato un nobile italiano, conte di Agnone e giustiziere dell'Abruzzo e di Terra di Lavoro.

## Biografia
Scarsissime e frammentarie sono le notizie sulla biografia di Stefano d'Agnone. Appartenente alla famiglia nobile degli Agnone, visse nel XIII secolo. Nulla si sa sulla sua giovinezza, così come sull'identità dei suoi genitori, mentre sembra sia stato fratello di un Roberto e un Riccardo. In età adulta, nel 1228, fu nominato dall'imperatore Federico II di Svevia giustiziere di Terra di Lavoro e due anni dopo, nel 1230, conquistò e distrusse per lui alcuni feudi in Campania. Nel 1235 ottenne la carica di giustiziere dell'Abruzzo che manterrà fino al 1241, venendo sostituito nella precedente da Guglielmo Sanframondo. Lo si ritrova poi nel 1283 schierato con Pietro III d'Aragona e Corrado di Antiochia contro Carlo I d'Angiò, venendo per tale motivo scomunicato dal pontefice. Verrà poi assolto dalla scomunica il 24 dicembre 1285 per ordine di papa Onorio IV. Sconosciuta è la data di morte di Stefano d'Agnone, che si stima avvenuta nella seconda metà del XIII secolo.